# 聯強國際大樓
聯強國際大樓（英語：SYNNEX TOWER）是位於台北市南港區的商辦大樓，坐落於市民大道與南港路之間。此為「世界明珠」建案，由南港輪胎子公司南榮開發負責開發。2019年南港輪胎將H棟16-27樓共12個樓層，以及80個停車位出售給聯強國際；由聯強國際取得該大樓命名權，命名為「聯強國際大樓」，並由聯強國際參與大樓的設計規劃；21到27樓為聯強集團全球營運總部。
聯強國際大樓的建造，由南港輪胎找來興建帝寶的中鹿營造以及興建台北101與陶朱隱園的華熊營造兩大日系營造商，共同組成「JV合資團隊」來負責全案營造，打造智慧化商辦。
聯強國際大樓樓高118.1公尺，地上樓層27樓，地下樓層4樓。大樓距離南港車站五鐵共構樞紐约300米，此開發案是台北市政府在2015年發動振興南港區的「東區門戶計畫」後，首宗大型的民間合作案件。

## 建築與設計
Double Skin（帷幕玻璃系統)
大樓採用32公分厚的「Double Skin（帷幕玻璃系統）」，最外層道，採用兩片玻璃中間有low-E鍍膜的膠合玻，隔絕室外溫度及抗熱輻射；中間層內含「自動追日百葉窗簾」，產生第二重遮陽的功能；內層則為兩層玻璃夾中空惰性氣體層的「複層玻璃」，阻擋住不讓熱能進入屋内，而被阻檔在第二道百葉層的熱能，會往上升，再利用獨立專屬的抽風管線，直接將熱氣抽出室外。做到高度的隔熱效果，使節能達到最大的成效。
自動追日百葉窗簾
引進德國製「追日百葉」系統，屋頂設有即時氣象站，隨不同日昇日落時間，及太陽照射角度，百葉可以自動昇降與變化角度。
抗震設計
聯強國際大樓特別強化大樓基座的耐震力，B4F~2F的耐震度達到0.41g；3F以上，每層樓加裝四套阻尼抗震間柱，促使整棟大樓耐震度達到0.33g。